# Andrés del Valle Rodríguez

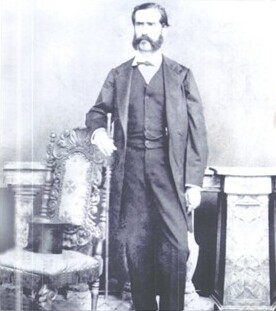
Andrés del Valle Rodríguez, 1880

Andrés del Valle Rodríguez (* 30. November 1833 in Santa Ana, El Salvador; † 28. Juni 1888 in San Salvador, El Salvador) war vom 12. Januar 1876 bis 19. Juli 1876 Präsident von El Salvador.

## Leben

### Herkunft und politische Laufbahn
Sein Vater Fernando del Valle war im spanischen Santander geboren worden und hatte in Handel und Landwirtschaft ein Vermögen gemacht. Andrés del Valle war Mitglied der verfassunggebenden Versammlung von 1872 bis 1873. 1874 wurde er Senator für das Departamento Santa Ana 1874. 1875 war er stellvertretender Vorsitzender des Senates und Vorsitzender des Parlamentes. Am 1. März 1875 rief das Parlament zu Wahlen am ersten Sonntag im Dezember 1875 auf.
Für die Amtsperiode vom 1. Februar 1876 bis 1. Februar 1880 wurde Andres Valle gewählt. Sein Stellvertreter war der bisherige Präsident Santiago González Portillo. Am selben Tag wurde eine Staatszwangsanleihe von einer halben Million USD aufgenommen.
Der Präsident von Guatemala Justo Rufino Barrios Auyón war misstrauisch, da Santiago Gonzalez politische Flüchtlinge aus Guatemala unterstützte, zumal er Ponciano Leiva in Honduras verdächtigte, ihn stürzen zu wollen.
Barrios ließ Valle mitteilen, dass falls er diesen Kurs fortsetzen würde, die guatemaltekische Regierung José María Medina in Honduras unterstützen würde, damit dieser Ponciano Leiva stürze.

### Konferenz am Volcán Chingo
Die Regierung in El Salvador beteuerte das Wohlwollen von Gonzalez und es wurde eine Konferenz am Volcán Chingo vereinbart, auf der am 15. Februar 1876 eine unter der Vermittlung von Marco Aurelio Soto Martínez eine Übereinkunft unterzeichnet wurde. Barrios war überzeugt, dass der tatsächliche Herrscher in El Salvador Gonzalez geblieben ist, dem er in öffentlichen Reden, Heuchelei und Verrat unterstellte.

### Guerra de Barrios
Barrios ließ 1.500 Soldaten Honduras angreifen und führte selbst eine Armee, die in Salvador vom Westen ohne Kriegserklärung eindrang. Am 20. März 1876 erklärte der guatemaltekische Kriegsminister Jose Maria Samayoa alle offiziellen Beziehungen mit El Salvador für beendet. Er behauptete, am 27. März 1876 Truppen aus El Salvador wären in Guatemala eingefallen, erklärte den Krieg und gab Barrio unumschränkte Macht, die Würde von Guatemala zu verteidigen. Die Regierung von El Salvador erklärte am 26. März 1876, der Freundschafts- und Beistandsvertrag mit Guatemala vom 24. Januar 1872 sei nicht mehr in Kraft. Barrios Plan war es, El Salvador von Westen direkt von Guatemala mit einer von ihm geführten Armee anzugreifen und gleichzeitig von Honduras die östlichen Departamentos von San Miguel und La Union anzugreifen. Der mexikanische General Jose Lopez Uraga war in der Garnison von Jutiapa stationiert, um das Zeughaus zu bewachen. Zu dieser Zeit griffen die Truppen aus El Salvador erfolglos eine isolierte Stellung an der Grenze an. Das bewegte Barrios dazu, Uraga zu befehlen, die Ausrüstung nach Chingo zu bringen, während er selbst den Angriff auf El Salvador begann. Der Barrios ließ Chalchuapa besetzen. Das Hauptquartier von El Salvador war in Santa Ana. Barrios belagerte mit etwa 8.000 Soldaten Ahuachapan, Uraga kommandierte etwa 1.500 Soldaten in Chalchuapa und in Chingo blieben nur eine Handvoll Soldaten.
Die guatemaltekischen Truppen, die Apaneca besetzt hatten, wurden zurückgedrängt. Als sie am 15. April 1856 zurückkehrten, wurden sie von acht Uhr morgens bis zum Eintritt der Nacht in einen Kampf verwickelt, bis sie sich mit schweren Verlusten nach Atiquizaya zurückzogen.
Im Osten ließ General Gregorio Solares vom 17. bis zum 19. April 1876 bei Pasaquina die Truppen der Generäle Brioso, Delgado, Sanchez und Espinosa schlagen und kontrollierte nun die Departamentos San Miguel und La Union bedrohte die Departamentos San Vicente und Usulután und selbst den offiziellen Amtssitz des Präsidenten Valle, was die salvadorenische Regierung von wichtigen Ressourcen abschnitt. Von den salvadorenischen Truppen waren etwa 800 Soldaten getötet worden und sie zogen sich nach San Miguel zurück, wo noch 200 ankamen. Solares ließ San Miguel und La Union besetzten. Es gab ausreichen Soldaten Ciudad San Vicente zu verteidigen, aber die Regierung von El Salvador befahl der Garnison sich in der Hauptstadt zu sammeln.
Im Westen war die Armee von El Salvador durch Kämpfe während der Semana Santa in Ahuachapan auf 2.600 und in Santa Ana auf kaum 3.500 Soldaten dezimiert worden. Nach Ostern waren es noch 900 Soldaten, mit denen vergeblich versucht wurde, Chalchuapa einzunehmen.
Barrios hatte bei der Belagerung von Atiquizaya 900 Bomben werfen lassen und marschierte anschließend auf Ahuachapan und am folgenden Tag nach Chalchuapa, wo Friedensverhandlungen stattfanden. Ein Friedensvertrag wurde am 25. April 1876 geschlossen und am 26. April 1876 durch die Parlamente ratifiziert. Der Frieden war mit einer Condicio-sine-qua-non-Formel von einem vollständigen Austausch der Regierung von El Salvador bedingt. Präsident Valle musste zurücktreten.